# Scelembiidae
Scelembiidae (лат.) — семейство эмбий. Известно около 20 родов. Некоторые авторы рассматривают Scelembiidae в ранге подсемейства Scelembiinae в составе Archembiidae.

## Описание
Scelembiidae характеризуется редуцированной анальной областью крыльев, жилка MA раздвоена (у некоторых экземпляров MA не раздвоена), базальный левый церкомер с заметным медиальным отростком, который эхинулятный (хотя это изменчиво, особенно у некоторых Pararhagadochir, в Conicercembia не эхинулятный, а в Pachylembia отсутствует полностью), передний край наличника равномерно изогнут (без отростков), медиальная створка не приподнята и без склерита в задней мембране тергита IX.

## Распространение
Представители семейства встречаются только в тропических районах Южной Америки (большинство родов), Африки (род Rhagadochir) и Южной Азии.

## Классификация
В семействе описано около 20 родов. Ранее рассматривалось или как подсемейство Scelembiinae в составе Embiidae или в составе Archembiidae, установлено в отдельном статусе в 2012 году (в Archembiidae оставлены только роды Archembia и Calamoclostes). Иногда в состав Scelembiidae включают в ранге подсемейства †Sorellembiinae ископаемых представителей из бирманского янтаря. В 2022 году Sorellembia включён в подсемейство Pachylembiinae из семейства Archembiidae, и в нём же снова Scelembiinae в ранге подсемейства.
- Ambonembia Ross E. S.[англ.], 2001
- Biguembia Szumik, 1997
- Conicercembia Ross, 1984
- Dolonembia Ross, 2001
- Ecuadembia Szumik, 2004
- Embolyntha Davis, 1940
- Gibocercus Szumik, 1997
- † Lithembia Ross, 1984
  - † Lithembia florissantensis (Cockerell, 1908) — эоцен, Флориссант, Колорадо, США
  - =Clothoda florissantensis
- Litosembia Ross, 2001
- Malacosembia Ross, 2001
- Neorhagadochir Ross, 1944
- Ochrembia Ross, 2001
- Pachylembia Ross, 1984
- Pararhagadochir Davis, 1940
- Rhagadochir Enderlein, 1912
  - =Scelembia Ross E. S.[англ.], 1960
- Xiphosembia Ross, 2001
- † Kumarembia Engel & Grimaldi, 2011[4]
  - † Kumarembia hurleyi Engel & Grimaldi, 2011 — эоцен, Индия (Cambay Basin)

? Подсемейство †Sorellembiinae (или в Archembiidae)
- †Multivena Lai, Yang & Zhang, 2022[5]
  - †Multivena curvivena Lai, Yang & Zhang, 2022 — бирманский янтарь
- †Parasorellembia Anisyutkin & Perkovsky, 2022[6]
  - †Parasorellembia groehni Anisyutkin & Perkovsky, 2022 — бирманский янтарь
- †Sorellembia Engel & Grimaldi, 2006
  - †Sorellembia estherae Engel & Grimaldi, 2006 — бирманский янтарь